# Composition des équipes masculines de hockey sur gazon aux Jeux olympiques d'été de 2020
Cet article montre les équipes de toutes les équipes participantes au tournoi masculin de hockey sur gazon aux Jeux olympiques d'été de 2020 à Tokyo.
Les âges et les sélections de chaque joueur sont mis à jour le 24 juillet 2021, le premier jour de l'édition.

## Groupe A

### Japon
La sélection finale a été annoncée le 7 juin 2021.
Entraîneur :  Siegfried Aikman
| Numéro | Joueur                 | Date de naissance | Âge | Sélections |
| ------ | ---------------------- | ----------------- | --- | ---------- |
| 1      | Koji Yamasaki          | 27 février 1996   | 25  | 97         |
| 4      | Genki Mitani           | 12 juin 1990      | 30  | 168        |
| 5      | Seren Tanaka           | 9 novembre 1992   | 28  | 103        |
| 6      | Hiromasa Ochiai        | 9 février 1994    | 27  | 75         |
| 7      | Kazuma Murata          | 28 novembre 1991  | 29  | 120        |
| 9      | Kenta Tanaka           | 4 mai 1988        | 33  | 154        |
| 11     | Kenji Kitazato         | 19 mai 1989       | 32  | 165        |
| 12     | Yuma Nagai             | 18 mars 1996      | 25  | 11         |
| 13     | Manabu Yamashita (C)   | 4 février 1989    | 32  | 186        |
| 14     | Kaito Tanaka           | 1er novembre 1995 | 25  | 45         |
| 15     | Ken Nagayoshi          | 26 octobre 1999   | 21  | 12         |
| 17     | Kentaro Fukuda         | 27 juillet 1995   | 25  | 69         |
| 20     | Masaki Ohashi          | 8 mai 1993        | 28  | 94         |
| 25     | Shota Yamada           | 21 décembre 1994  | 26  | 102        |
| 29     | Hirotaka Zendana       | 14 février 1993   | 28  | 118        |
| 30     | Takashi Yoshikawa (GB) | 29 novembre 1994  | 26  | 94         |
| 31     | Kota Watanabe          | 30 octobre 1996   | 24  | 74         |
| 32     | Yoshiki Kirishita      | 27 décembre 1998  | 22  | 55         |

### Argentine
La sélection finale a été annoncée le 24 juin 2021.
Entraîneur :  Carlos Retegui
| Numéro | Joueur                   | Date de naissance | Âge | Sélections |
| ------ | ------------------------ | ----------------- | --- | ---------- |
| 1      | Juan Manuel Vivaldi (GB) | 17 juillet 1979   | 41  | 286        |
| 5      | Pedro Ibarra (C)         | 11 septembre 1985 | 35  | 307        |
| 6      | Santiago Tarazona        | 31 mai 1996       | 25  | 61         |
| 7      | Nicolás Keenan           | 6 mai 1997        | 24  | 28         |
| 8      | Nahuel Salis             | 6 août 1989       | 31  | 78         |
| 9      | Maico Casella            | 5 juin 1997       | 24  | 74         |
| 12     | Lucas Vila               | 23 août 1986      | 34  | 253        |
| 13     | Leandro Tolini           | 14 mars 1990      | 31  | 73         |
| 15     | Diego Paz                | 10 août 1992      | 28  | 34         |
| 16     | Ignacio Ortiz            | 26 juillet 1987   | 33  | 172        |
| 17     | Juan Martín López        | 27 mai 1985       | 36  | 313        |
| 22     | Matías Rey               | 1er décembre 1984 | 36  | 214        |
| 23     | Lucas Martínez           | 17 novembre 1993  | 27  | 75         |
| 24     | Nicolás Cicileo          | 1er octobre 1993  | 27  | 56         |
| 26     | Agustín Mazzilli         | 20 juin 1989      | 32  | 225        |
| 27     | Lucas Rossi              | 2 juin 1985       | 36  | 213        |
| 29     | Thomas Habif             | 27 mai 1996       | 25  | 7          |
| 30     | Agustín Bugallo          | 23 avril 1995     | 26  | 80         |

### Australie
La sélection finale a été annoncée le 14 juin 2021.
Entraîneur :  Colin Batch
| Numéro | Joueur              | Date de naissance | Âge | Sélections |
| ------ | ------------------- | ----------------- | --- | ---------- |
| 1      | Lachlan Sharp       | 2 juillet 1997    | 23  | 52         |
| 2      | Tom Craig           | 3 septembre 1995  | 25  | 101        |
| 5      | Tom Wickham         | 26 mai 1990       | 31  | 57         |
| 6      | Matt Dawson         | 27 avril 1994     | 27  | 144        |
| 10     | Joshua Beltz        | 24 avril 1995     | 26  | 45         |
| 11     | Eddie Ockenden (C)  | 3 avril 1987      | 34  | 370        |
| 12     | Jake Whetton        | 15 juin 1991      | 29  | 207        |
| 13     | Blake Govers        | 6 juillet 1996    | 24  | 101        |
| 14     | Dylan Martin        | 12 janvier 1998   | 23  | 4          |
| 15     | Joshua Simmonds     | 4 octobre 1995    | 25  | 22         |
| 16     | Tim Howard          | 23 juin 1996      | 24  | 64         |
| 17     | Aran Zalewski (C)   | 21 mars 1991      | 30  | 191        |
| 22     | Flynn Ogilvie       | 17 septembre 1993 | 27  | 113        |
| 23     | Daniel Beale        | 12 février 1993   | 28  | 181        |
| 25     | Trent Mitton        | 26 novembre 1990  | 30  | 176        |
| 29     | Tim Brand           | 29 novembre 1998  | 22  | 43         |
| 30     | Andrew Charter (GB) | 30 mars 1987      | 34  | 183        |
| 32     | Jeremy Hayward      | 3 mars 1993       | 28  | 160        |

### Inde
La sélection finale a été annoncée le 18 juin 2021.
Entraîneur :  Graham Reid
| Numéro | Joueur                | Date de naissance | Âge | Sélections |
| ------ | --------------------- | ----------------- | --- | ---------- |
| 2      | Dilpreet Singh        | 12 novembre 1999  | 21  | 44         |
| 3      | Rupinder Singh        | 11 novembre 1990  | 30  | 216        |
| 6      | Surender Kumar        | 23 novembre 1993  | 27  | 135        |
| 7      | Manpreet Singh (C)    | 26 juin 1992      | 28  | 269        |
| 8      | Hardik Singh          | 23 septembre 1998 | 22  | 39         |
| 9      | Gurjant Singh         | 26 janvier 1995   | 26  | 47         |
| 10     | Simranjeet Singh      | 27 décembre 1996  | 24  | 47         |
| 11     | Mandeep Singh         | 25 janvier 1995   | 26  | 159        |
| 13     | Harmanpreet Singh     | 6 janvier 1996    | 25  | 119        |
| 14     | Lalit Upadhyay        | 1er décembre 1993 | 27  | 108        |
| 16     | Sreejesh Parattu (GB) | 8 mai 1988        | 33  | 236        |
| 17     | Sumit                 | 20 décembre 1996  | 24  | 66         |
| 18     | Nilakanta Sharma      | 2 mai 1995        | 26  | 59         |
| 21     | Shamsher Singh        | 29 juillet 1997   | 23  | 6          |
| 22     | Varun Kumar           | 25 juillet 1995   | 25  | 85         |
| 26     | Birendra Lakra        | 3 février 1990    | 31  | 197        |
| 30     | Amit Rohidas          | 10 mai 1993       | 28  | 97         |
| 32     | Vivek Prasad          | 25 février 2000   | 21  | 62         |

### Espagne
La sélection finale a été annoncée le 4 juillet 2021 après le 1er match face à l'Argentine. Le 9 juillet 2021, Joan Tarrés est contraint de déclarer forfait après avoir subi une triple fracture au visage, il est remplacé par Llorenç Piera.
Entraîneur :  Frédéric Soyez
| Numéro | Joueur            | Date de naissance | Âge | Sélections |
| ------ | ----------------- | ----------------- | --- | ---------- |
| 1      | Quico Cortés (GB) | 29 mars 1983      | 38  | 313        |
| 2      | Álex Alonso       | 14 février 1999   | 22  | 12         |
| 3      | Josep Romeu       | 22 mai 1990       | 31  | 142        |
| 4      | Ricardo Sánchez   | 4 décembre 1992   | 28  | 94         |
| 6      | Marc Sallés       | 6 mai 1987        | 34  | 250        |
| 7      | Miguel Delàs (C)  | 13 avril 1984     | 37  | 267        |
| 8      | Enrique González  | 29 avril 1996     | 25  | 122        |
| 9      | Álvaro Iglesias   | 1er mars 1993     | 28  | 150        |
| 10     | David Alegre      | 6 septembre 1984  | 36  | 284        |
| 11     | Roc Oliva         | 18 juillet 1989   | 31  | 178        |
| 12     | Marc Recasens     | 13 septembre 1999 | 21  | 17         |
| 13     | Llorenç Piera     | 4 novembre 1996   | 24  | 44         |
| 17     | Xavi Lleonart     | 22 juin 1990      | 31  | 211        |
| 19     | José Basterra     | 3 janvier 1997    | 24  | 11         |
| 21     | Viçenc Ruiz       | 30 octobre 1991   | 29  | 172        |
| 22     | Albert Béltran    | 23 octobre 1993   | 27  | 91         |
| 25     | Pau Quemada       | 4 septembre 1983  | 37  | 285        |
| 27     | Marc Boltó        | 21 novembre 1995  | 25  | 83         |

### Nouvelle-Zélande
La sélection finale a été annoncée le 10 juin 2021.
Entraîneur :  Darren Smith
| Numéro | Joueur            | Date de naissance | Âge | Sélections |
| ------ | ----------------- | ----------------- | --- | ---------- |
| 3      | David Brydon      | 27 juin 1996      | 24  | 56         |
| 4      | Dane Lett         | 29 août 1990      | 30  | 81         |
| 7      | Nick Ross         | 26 juillet 1990   | 30  | 131        |
| 11     | Jake Smith        | 3 avril 1991      | 30  | 89         |
| 12     | Sam Lane          | 30 avril 1997     | 24  | 68         |
| 14     | Jared Panchia     | 18 octobre 1993   | 27  | 137        |
| 17     | Nic Woods         | 26 août 1995      | 25  | 131        |
| 20     | Leon Hayward (GB) | 23 avril 1990     | 31  | 23         |
| 21     | Kane Russell      | 22 avril 1992     | 29  | 165        |
| 22     | Blair Tarrant (C) | 11 mai 1990       | 31  | 215        |
| 23     | Dylan Thomas      | 14 février 1996   | 25  | 30         |
| 24     | Sean Findlay      | 5 décembre 2001   | 19  | 4          |
| 25     | Shea McAleese     | 7 août 1984       | 36  | 314        |
| 27     | Stephen Jenness   | 7 juin 1990       | 31  | 252        |
| 29     | Hugo Inglis       | 18 janvier 1991   | 30  | 235        |
| 30     | George Muir       | 24 février 1994   | 27  | 144        |
| 31     | Steve Edwards     | 25 janvier 1986   | 35  | 220        |
| 32     | Nick Wilson       | 6 août 1990       | 30  | 174        |

## Groupe B

### Belgique
La sélection finale a été annoncée le 24 juin 2021.
Entraîneur :  Shane Mcleod
| Numéro | Joueur               | Date de naissance | Âge | Sélections |
| ------ | -------------------- | ----------------- | --- | ---------- |
| 4      | Arthur van Doren     | 1er octobre 1994  | 26  | 197        |
| 7      | John-John Dohmen     | 24 janvier 1988   | 33  | 408        |
| 8      | Florent van Aubel    | 25 octobre 1991   | 29  | 246        |
| 9      | Sébastien Dockier    | 28 décembre 1989  | 31  | 208        |
| 10     | Cédric Charlier      | 27 novembre 1987  | 33  | 328        |
| 12     | Gauthier Boccard     | 26 août 1991      | 29  | 233        |
| 13     | Nicolas de Kerpel    | 23 mars 1993      | 28  | 72         |
| 14     | Augustin Meurmans    | 29 mai 1997       | 24  | 71         |
| 16     | Alexander Hendrickx  | 6 août 1993       | 27  | 139        |
| 17     | Thomas Briels (C)    | 23 août 1987      | 33  | 352        |
| 19     | Félix Denayer (C)    | 31 janvier 1990   | 31  | 334        |
| 21     | Vincent Vanasch (GB) | 21 décembre 1987  | 33  | 244        |
| 22     | Simon Gougnard       | 17 janvier 1991   | 30  | 292        |
| 23     | Arthur de Sloover    | 3 mai 1997        | 24  | 96         |
| 24     | Antoine Kina         | 13 février 1996   | 25  | 80         |
| 25     | Loïck Luypaert       | 19 août 1991      | 29  | 254        |
| 26     | Victor Wegnez        | 25 décembre 1995  | 25  | 101        |
| 27     | Tom Boon             | 25 janvier 1990   | 31  | 304        |

### Pays-Bas
La sélection finale a été annoncée le 28 mai 2021.
Entraîneur :  Max Caldas
| Numéro | Joueur               | Date de naissance | Âge | Sélections |
| ------ | -------------------- | ----------------- | --- | ---------- |
| 2      | Jeroen Hertzberger   | 24 février 1986   | 35  | 253        |
| 4      | Lars Balk            | 26 février 1996   | 25  | 65         |
| 6      | Jonas de Geus        | 29 avril 1998     | 23  | 81         |
| 7      | Thijs van Dam        | 5 janvier 1997    | 24  | 48         |
| 8      | Billy Bakker (C)     | 23 novembre 1988  | 32  | 222        |
| 9      | Seve van Ass         | 10 avril 1992     | 29  | 176        |
| 10     | Jorrit Croon         | 9 août 1998       | 22  | 79         |
| 11     | Glenn Schuurman      | 16 avril 1991     | 30  | 146        |
| 12     | Sander de Wijn       | 2 mai 1990        | 31  | 148        |
| 14     | Robbert Kemperman    | 24 juin 1990      | 30  | 214        |
| 16     | Mirco Pruijser       | 11 août 1989      | 31  | 128        |
| 17     | Roel Bovendeert      | 8 mai 1992        | 29  | 30         |
| 23     | Joep de Mol          | 10 décembre 1995  | 25  | 81         |
| 25     | Thierry Brinkman     | 19 mars 1995      | 26  | 105        |
| 26     | Pirmin Blaak (GB)    | 8 mars 1988       | 33  | 100        |
| 27     | Jip Janssen          | 14 octobre 1997   | 23  | 37         |
| 30     | Mink van der Weerden | 19 octobre 1988   | 32  | 177        |
| 32     | Justen Blok          | 27 septembre 2000 | 20  | 7          |

### Allemagne
La sélection finale a été annoncée le 28 mai 2021.
Entraîneur :  Kais al Saadi
| Numéro | Joueur                 | Date de naissance | Âge | Sélections |
| ------ | ---------------------- | ----------------- | --- | ---------- |
| 1      | Alexander Stadler (GB) | 16 octobre 1999   | 21  | 5          |
| 3      | Mats Grambusch         | 4 novembre 1992   | 28  | 152        |
| 4      | Lukas Windfeder        | 11 mai 1995       | 26  | 117        |
| 5      | Linus Müller           | 2 décembre 1999   | 21  | 12         |
| 6      | Martin Häner           | 27 août 1988      | 32  | 257        |
| 8      | Paul-Philipp Kaufmann  | 21 juin 1996      | 24  | 11         |
| 9      | Niklas Wellen          | 14 décembre 1994  | 26  | 144        |
| 10     | Johannes Große         | 7 janvier 1997    | 24  | 61         |
| 11     | Constantin Staib       | 31 août 1995      | 25  | 74         |
| 12     | Timm Herzbruch         | 7 juin 1997       | 23  | 79         |
| 13     | Tobias Hauke (C)       | 11 septembre 1987 | 33  | 319        |
| 17     | Christopher Rühr       | 19 décembre 1993  | 27  | 147        |
| 19     | Justus Weigand         | 20 avril 2000     | 21  | 7          |
| 20     | Martin Zwicker         | 27 février 1987   | 34  | 242        |
| 23     | Florian Fuchs          | 10 novembre 1991  | 29  | 224        |
| 24     | Benedikt Fürk          | 20 octobre 1988   | 32  | 178        |
| 26     | Niklas Bosserhoff      | 15 avril 1998     | 23  | 26         |
| 27     | Timur Oruz             | 27 octobre 1994   | 26  | 82         |

### Grande-Bretagne
La sélection finale a été annoncée le 17 juin 2021.
Entraîneur :  Danny Kerry
| Numéro | Joueur                | Date de naissance | Âge | Sélections |
| ------ | --------------------- | ----------------- | --- | ---------- |
| 5      | David Ames            | 25 juin 1989      | 31  | 164        |
| 6      | Jacob Draper          | 24 juillet 1998   | 22  | 66         |
| 7      | Alan Forsyth          | 5 avril 1992      | 29  | 189        |
| 8      | Rupert Shipperley     | 21 novembre 1992  | 28  | 87         |
| 9      | Harry Martin          | 23 octobre 1992   | 28  | 238        |
| 10     | Christopher Griffiths | 3 septembre 1990  | 30  | 112        |
| 11     | Ian Sloan             | 19 novembre 1993  | 27  | 131        |
| 13     | Sam Ward              | 24 décembre 1990  | 30  | 135        |
| 15     | Phil Roper            | 24 janvier 1992   | 29  | 155        |
| 16     | Adam Dixon (C)        | 11 septembre 1986 | 34  | 284        |
| 18     | Brendan Creed         | 3 janvier 1992    | 29  | 87         |
| 20     | Oliver Payne (GB)     | 6 avril 1999      | 22  | 11         |
| 21     | Liam Ansell           | 12 novembre 1993  | 27  | 54         |
| 25     | Jack Waller           | 28 janvier 1997   | 24  | 55         |
| 26     | James Gall            | 20 mai 1995       | 26  | 88         |
| 27     | Liam Sanford          | 14 mars 1996      | 25  | 69         |
| 29     | Thomas Sorsby         | 28 octobre 1996   | 24  | 39         |
| 32     | Zachary Wallace       | 29 septembre 1999 | 21  | 55         |

### Canada
La sélection finale a été annoncée le 28 juin 2021,.
Entraîneur :  Pasha Gademan
| Numéro | Joueur              | Date de naissance | Âge | Sélections |
| ------ | ------------------- | ----------------- | --- | ---------- |
| 1      | Floris van Son      | 5 février 1992    | 29  | 35         |
| 3      | Brandon Pereira     | 30 avril 1996     | 25  | 61         |
| 4      | Scott Tupper (C)    | 16 décembre 1986  | 34  | 315        |
| 7      | Gabriel Ho-Garcia   | 19 mai 1993       | 28  | 133        |
| 8      | Oliver Scholfield   | 11 septembre 1993 | 27  | 71         |
| 10     | Keegan Pereira      | 8 septembre 1991  | 29  | 182        |
| 13     | Brendan Guraliuk    | 14 mai 2000       | 21  | 7          |
| 16     | Gordon Johnston     | 30 janvier 1993   | 28  | 179        |
| 17     | Brenden Bissett     | 28 janvier 1993   | 28  | 139        |
| 18     | James Wallace       | 14 septembre 1999 | 21  | 46         |
| 19     | Mark Pearson        | 18 juin 1987      | 34  | 277        |
| 20     | Fin Boothroyd       | 9 mars 1999       | 22  | 23         |
| 21     | Matthew Sarmento    | 23 juin 1991      | 30  | 121        |
| 22     | John Smythe         | 31 août 1989      | 31  | 121        |
| 24     | James Kirkpatrick   | 29 mars 1991      | 30  | 100        |
| 27     | Sukhi Panesar       | 26 décembre 1993  | 27  | 151        |
| 29     | Taylor Curran       | 19 mai 1992       | 29  | 185        |
| 31     | Antoni Kindler (GB) | 16 mai 1988       | 33  | 98         |

### Afrique du Sud
La sélection finale a été annoncée le 27 mai 2021.
Entraîneur :  Garreth Ewing
| Numéro | Joueur               | Date de naissance | Âge | Sélections |
| ------ | -------------------- | ----------------- | --- | ---------- |
| 2      | Mustaphaa Cassiem    | 19 mars 2002      | 19  | 8          |
| 3      | Tyson Dlungwana      | 18 février 1997   | 24  | 46         |
| 5      | Austin Smith         | 20 mai 1985       | 36  | 178        |
| 7      | Timothy Drummond (C) | 5 mars 1988       | 33  | 145        |
| 8      | Nduduza Lembethe     | 13 janvier 1996   | 25  | 33         |
| 10     | Keenan Horne         | 17 juin 1992      | 28  | 64         |
| 13     | Matthew Guise-Brown  | 13 septembre 1991 | 29  | 35         |
| 14     | Rusten Abrahams      | 16 décembre 1997  | 23  | 10         |
| 15     | Dayaan Cassiem       | 1er décembre 1998 | 22  | 38         |
| 17     | Ryan Julius          | 19 juillet 1995   | 25  | 41         |
| 18     | Taine Paton          | 4 janvier 1989    | 32  | 115        |
| 20     | Tevin Kok            | 20 octobre 1996   | 24  | 35         |
| 21     | Jethro Eustice       | 1er novembre 1989 | 31  | 128        |
| 22     | Daniel Bell          | 28 septembre 1994 | 26  | 58         |
| 23     | Rassie Pieterse (GB) | 20 août 1983      | 37  | 161        |
| 24     | Nicholas Spooner     | 28 août 1991      | 29  | 26         |
| 27     | Nqobile Ntuli        | 15 janvier 1996   | 25  | 58         |
| 29     | Samkelo Mvimbi       | 23 janvier 1999   | 22  | 14         |